# Фонд V-A-C
Фонд V–A–C (также Фонд «Виктория — искусство быть современным») — некоммерческий фонд современного искусства, основанный в 2009 году Леонидом Михельсоном и Терезой Иароччи Мавика. Штаб-квартира расположена в Москве. Фонд имеет представительство в Венеции (Италия). Назван в честь дочери Михельсона Виктории. Нацелен создать пространство для обсуждения, «как меняются представления о современном и современности в культуре и искусстве». Фонд организует выставки и перформансы, проводит обучение, занимается издательской деятельностью, поддерживает профессиональное развитие российских художников, кураторов и исследователей.

## История фонда
Фонд V-A-C основал в 2009 году российский предприниматель и меценат Леонид Михельсон (известный тем, что стал первым российским предпринимателем, вошедшим в международный совет попечителей британской галереи Тейт в Лондоне). Михельсон предложил пост генерального директора итальянскому политологу и эксперту в области современного искусства Терезе Иароччи Мавике, с которой он был знаком с 2007 года.
Основными направлениями работы фонд выбрал представление на Западе современного искусства России, интеграцию российского искусства в мировой художественный контекст, а также просветительскую деятельность в области современного искусства в России. Некоторые российские галеристы считают, что арт-модель фонда стала прямым и успешным конкурентом галерейной модели.
Первой выставкой фонда, получившей широкий российский и международный резонанс, стала выставка «Модерникон. Современное искусство из России», проведённая в 2010 году в Турине совместно с фондом «Sandretto Re Rebaudengo». Этот проект был позднее представлен в рамках Параллельной программы 54-й Венецианской биеннале (Каза-деи-Тре-Очи, Джудекка, Венеция).
Осенью 2011 года фонд пригласил в Москву для выступления с лекциями куратора 50-й Венецианской биеннале и арт-директора фонда «Sandretto Re Rebaudengo» Франческо Бонами, который рассказал о своем взгляде на биеннале как на феномен. В феврале 2019 года фонд также издал книгу Бонами «Я тоже так могу! Почему современное искусство все-таки искусство».
В октябре 2011 года фонд организовал в Москве встречу молодых российских художников с куратором «dOCUMENTA’13» Каролин Христов-Бакарджиев. Встреча проходила в течение 2 дней в московской мастерской Ильи Кабакова. Позднее было объявлено о совместном проекте фонда V-A-C и выставки «dOCUMENTA» — стипендии для кураторов из России для участия в подготовке выставки «dOCUMENTA’13». В конкурсе победила куратор Анастасия Марухина В декабре 2011 года проект Анастасии Рябовой «Artists' Private Collections», осуществленный при начальной финансовой поддержке фонда, стал лауреатом Премии Кандинского в номинации «Медиа-арт. Проект года».
В феврале 2017 года фонд представил проект «Геометрия настоящего» — первое событие, прошедшее в пространстве бывшей электростанции ГЭС-2. Проект, куратором которого стал мультидисциплинарный художник и музыкант Марк Фелл, был посвящен истории электронной музыки и экспериментов со звуком в России и на международной сцене.

## Деятельность

### Выставочная деятельность фонда
Деятельность выставочного отдела фонда V-A-C направлена на развитие художественного производства в России и его представление в международном художественном контексте. В рамках международной деятельности, фонд сотрудничает с такими музеями и галереями, как Новый музей современного искусства (Нью-Йорк), Чикагский институт искусств (Чикаго), Тейт Модерн (Лондон), галерея Уайтчепел (Лондон), Музей современного искусства в Антверпене, а также с фондом Сандретто Ре Ребауденго (Турин).
C 2017 года фонд владеет постоянным выставочным пространством в Венеции, Палаццо на Дзаттере (Palazzo delle Zattere). Основным «домом» V-A-C станет расширенное и реконструированное пространство бывшей электростанции на Болотной набережной г. Москвы. На территории ГЭС-2, выкупленной у государства Михельсоном еще в 2015 году, к концу 2021-го появится современный образовательный и арт «городок». Известность получит как «Дом культуры ГЭС-2». Откроет свои двери не столько для молодых талантов, которые смогут там почерпнуть знания, попрактиковаться и вынести на суд общественности свои работы. Создается он, прежде всего, для жителей и гостей столицы, которые найдут там разные способы приобщения к культурному досугу.
Уже запланированы на площадке кинопоказы, концерты, театральные постановки, выставки высокого и прикладного искусства, лектории и образовательные классы для детей и взрослых, читальные залы и даже спортивные занятия.
Строительные работы с 2017 года курирует мастерская итальянского архитектора Ренцо Пиано.
До открытия постоянного пространства в Венеции фонд в течение пяти лет представлял выставочные проекты на арендованной площадке в Каза деи Тре Очи. Там проходили выставки «Модерникон» (кураторы Франческо Бонами и Ирене Кальдерони, 2010), представленный на 54-й Венецианской биеннале, две выставки в рамках Международной архитектурной биеннале в Венеции: «Шоссе Энтузиастов» (2012) и «ИК-00. Места заключения» (куратор Катерина Чучалина, 2014), «Схождения параллелей», совместный проект Павла Альтхамера и Анатолия Осмоловского (куратор Николас Каллинан, 2013) на 55-й Венецианской биеннале, «Наследие будущего» (2015), совместная выставка Марка Диона и Арсения Жиляева (2016).
Помимо этого, фонд V-A-C проводил выставки в московских культурных галереях в рамках программы исследования музейного ландшафта, а также программы исследования искусства в городском общественном пространстве Москвы. Это проекты «Президиум ложных калькуляций» в Музее предпринимателей меценатов и благотворителей (2012), «Педагогическая поэма» в Историко-мемориальном музее «Пресня» (2013), «Вне зоны видимости» в Центральном музее Вооружённых Сил (2014), «Зелень внешняя» в павильоне «Зерно» на ВДНХ (2014), «Десять тысяч уловок и сто тысяч хитростей» в Институте Африки РАН (2014), а также «Прекрасен облик наших будней» (2016).
В 2018 году V-A-C совместно с фондом KADIST и Московским музеем современного искусства организовал в MMоMA выставку «Генеральная репетиция», состоящую, по принципу театральной постановки, из трёх актов. В 2019 году фонд провёл выставку «Time, Forward!» в Палаццо на Дзаттере во время Венецианской биеннале.

### Просветительская деятельность

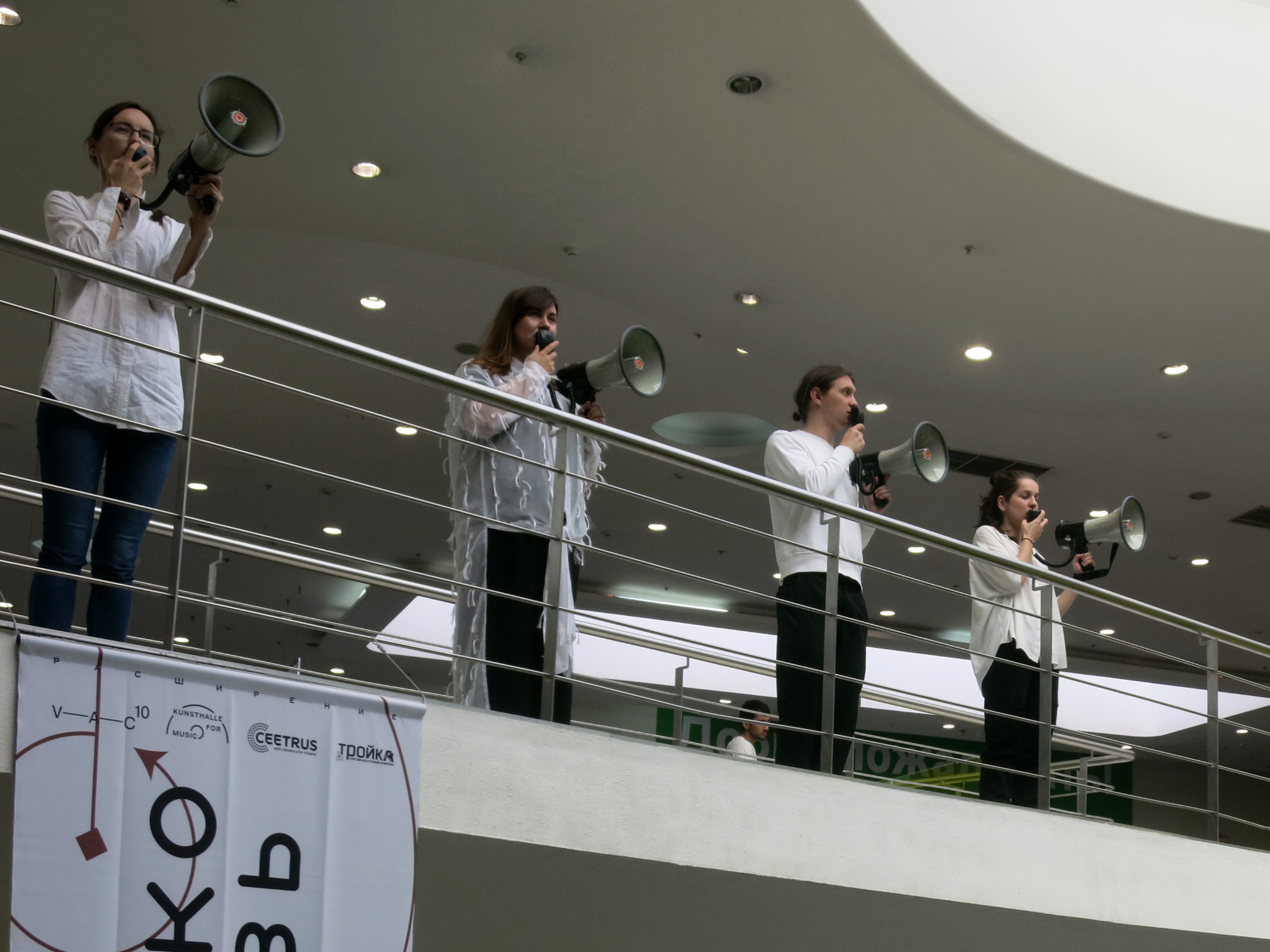
Перформанс В. Алимпиева и А. Коханова «Дальше только громкая связь», Москва, 2019 год. Спродюсирован в рамках программы «Расширение пространства. Из центра»

Посредством просветительской деятельности фонд V-A-C стремится создать культурную, научную и социальную среду для производства знания, основанную на принципах доступности, кросс-дисциплинарности и рефлексивности. В программу входят исследовательские проекты в области искусства и гуманитарных наук. В рамках этого в текущий момент ведется работа над проектом «Очерки из истории современности. Русское и советское искусство от истоков модернизма к постсоветской ситуации». Также в программу входит организация лекций и дискуссий для широкой публики и ежегодная профессиональная программа для молодых кураторов — Московская кураторская летняя школа (MCSS). К работе в школе приглашаются крупнейшие международные и российские специалисты в области теории, истории и практики кураторства. Ежегодно формулируется тема, которой посвящены теоретические и практические занятия, а также основное событие школы — учебный кураторский проект.
В феврале 2015 года фонд V-A-C запустил программу по реализации художественных проектов в городской среде Москвы «Расширение пространства. Художественные практики в городской среде». Она продолжалась в 2015—2016 гг. и была возобновлена в феврале 2019 года.
Фонд сотрудничает с программой Young Curators Residency Programme фонда «Sandretto Re Rebaudengo», а также с 2013 года совместно с Музеем современного искусства в Антверпене организует ежегодную программу Present Continuous, направленная на поддержку нового поколения российских художников и продвижение их за рубежом.

### Издательская деятельность
«V-A-C press» — издательская программа фонда V-A-C, включающая в себя два типа публикаций: книги и каталоги на русском и английском языках, посвященные русскому искусству и распространяемые по всему миру, и серию переводных книг, призванных познакомить русскую аудиторию с ключевыми методологиями анализа искусства и культуры. В частности, были переведены на русский «Теория авангарда» Петера Бюргера, «Дизайн и преступление» Хэла Фостера, «Техники наблюдателя. Видение и современность в XIX веке» Джонатана Крэри, «На руинах музея» Дугласа Кримпа, «Я тоже так могу! Почему современное искусство все-таки искусство» Франческо Бонами, «О коллекционерах и коллекционировании» Вальтера Беньямина, а также «Дюймовочка» Андерсена с рисунками Алексея Булдакова.

## Руководство и сотрудники
- Леонид Михельсон — президент[6];
- Артём Бондаревский — исполняющий обязанности генерального директора[58];
- Франческо Манакорда — художественный директор (с 2017 г.)[5];
- Катерина Чучалина — старший куратор[59];
- Анна Панфилец — куратор программ медиации[60];
- Дмитрий Потемкин — главный редактор издательского отдела[61];
- Андрей Паршиков — куратор перформативных программ[62];
- Дмитрий Ренанский — куратор программ классической музыки[63];
- Анна Ильдатова — куратор театральных программ[64];
- Кирилл Адибеков — куратор кинопрограмм[65];
- Александра Хазина — куратор просветительских программ[66].

## Оценки деятельности
В сентябре 2011 году критик Екатерина Дёготь, в обзоре на OpenSpace.ru написала о фонде, что он «предельно „западнический“, предельно цивилизованный в отношениях с художниками, предельно „неместечковый“ в своей стратегии». Говоря о выставке «Остальгия» в Нью-Йорке, критик отметила: «В данном случае фонд, что делает ему честь, отнюдь не „проплатил русское участие“, а поддержал большой контекст, к которому русское искусство принадлежит, вписал его в международную традицию, что русский фонд делает вообще впервые. Фонд щепетилен в саморепрезентации: не только владелец фонда, но и его художественный директор по возможности стремятся отойти на задний план».
В декабре 2011 года, журнал «Артгид» писал о фонде, что это «самый непубличный, но вместе с тем самый интегрированный в западный художественный контекст российский художественный фонд».